# Asparoech Nikodimov
Asparoech Donev Nikodimov (Bulgaars: Аспарух Донев Никодимов) (Sofia, 21 augustus 1945) was een Bulgaars voetballer en voetbalcoach. Hij heeft gespeeld bij Septemvri Sofia, CSKA Sofia en OFC Sliven 2000.

## Loopbaan
Nikodimov begon op 16-jarige leeftijd met voetballen in het jeugdteam van Septemvri Sofia. In 1964 trad Nikodimov toe tot CSKA Sofia. Hij won heel veel prijzen met CSKA Sofia zelfs zes Parva Liga en vijf Bulgaarse voetbalbeker. Hij speelde zelfs 296 competitie wedstrijden en hij scoorde 58 doelpunten in elf seizoenen.
Georgiev maakte zijn debuut in Bulgarije in 1966. Hij heeft 25 wedstrijden gespeeld waarin hij heeft zes doelpunten gescoord. Hij maakte deel uit van de selectie voor het voetbaltoernooi op de Olympische Zomerspelen 1968, waar Bulgarije een zilveren medaille won.
Nikodimov begon zijn managementcarrière bij CSKA Sofia in 1979 en leidde hen naar vier opeenvolgende landstitels.

## Erelijst

### Speler
- Olympische spelen : 1968 (zilver)
- Parva Liga (6) : 1965-1966, 1968-1969, 1970-1971, 1971-1972, 1972-1973, 1974-1975 (CSKA Sofia)
- Bulgarije beker (5) : 1965, 1969, 1972, 1973, 1974 (CSKA Sofia)

### Coach
- Parva Liga (5) : 1979-1980, 1980-1981, 1981-1982, 1982-1983, 1991-1992 (CSKA Sofia)
- Bulgarije beker (1) : 1983 (CSKA Sofia)

## Privé
Nikodimov is getrouwd en hij heeft twee dochters.